# Cléonia Perrine
Marie Anne Cléonia Perrine (ur. 2005) – maurytyjska zapaśniczka walcząca w stylu wolnym. Złota medalistka igrzysk Wysp Oceanu Indyjskiego w 2023 roku.